# Los Angeles Film Critics Association Awards 2004
30. ročník předávání cen asociace Los Angeles Film Critics Association se konal dne 11. prosince 2004 a udílel ocenění pro nejlepší filmařské počiny roku 2004.

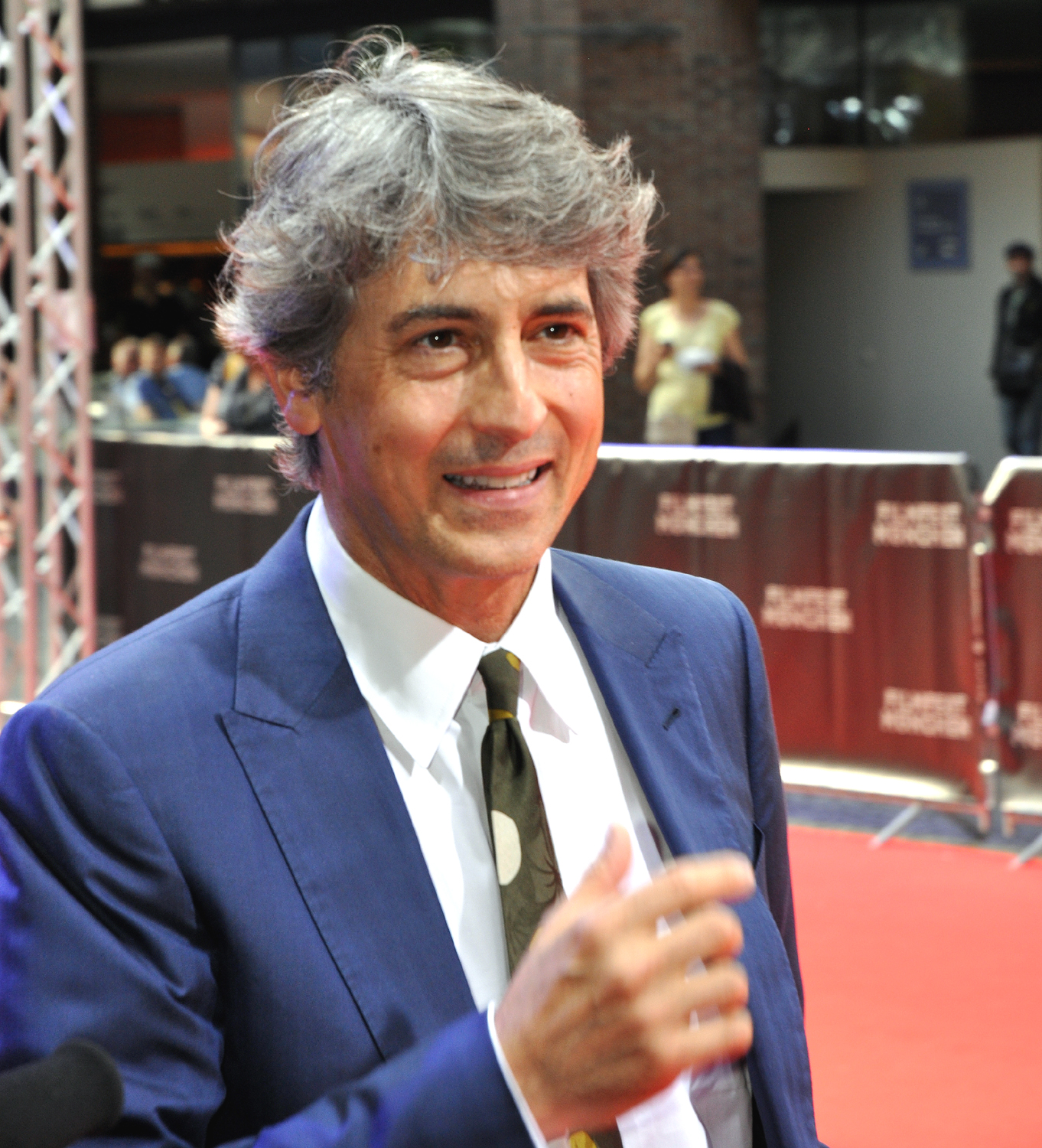
Alexander Payne vítěz v kategorii nejlepší režisér

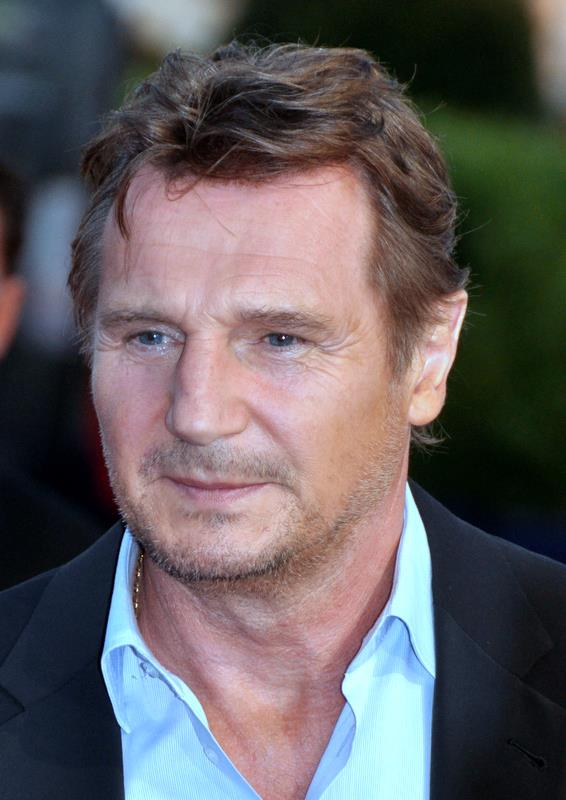
Liam Neeson vítěz v kategorii nejlepší herec

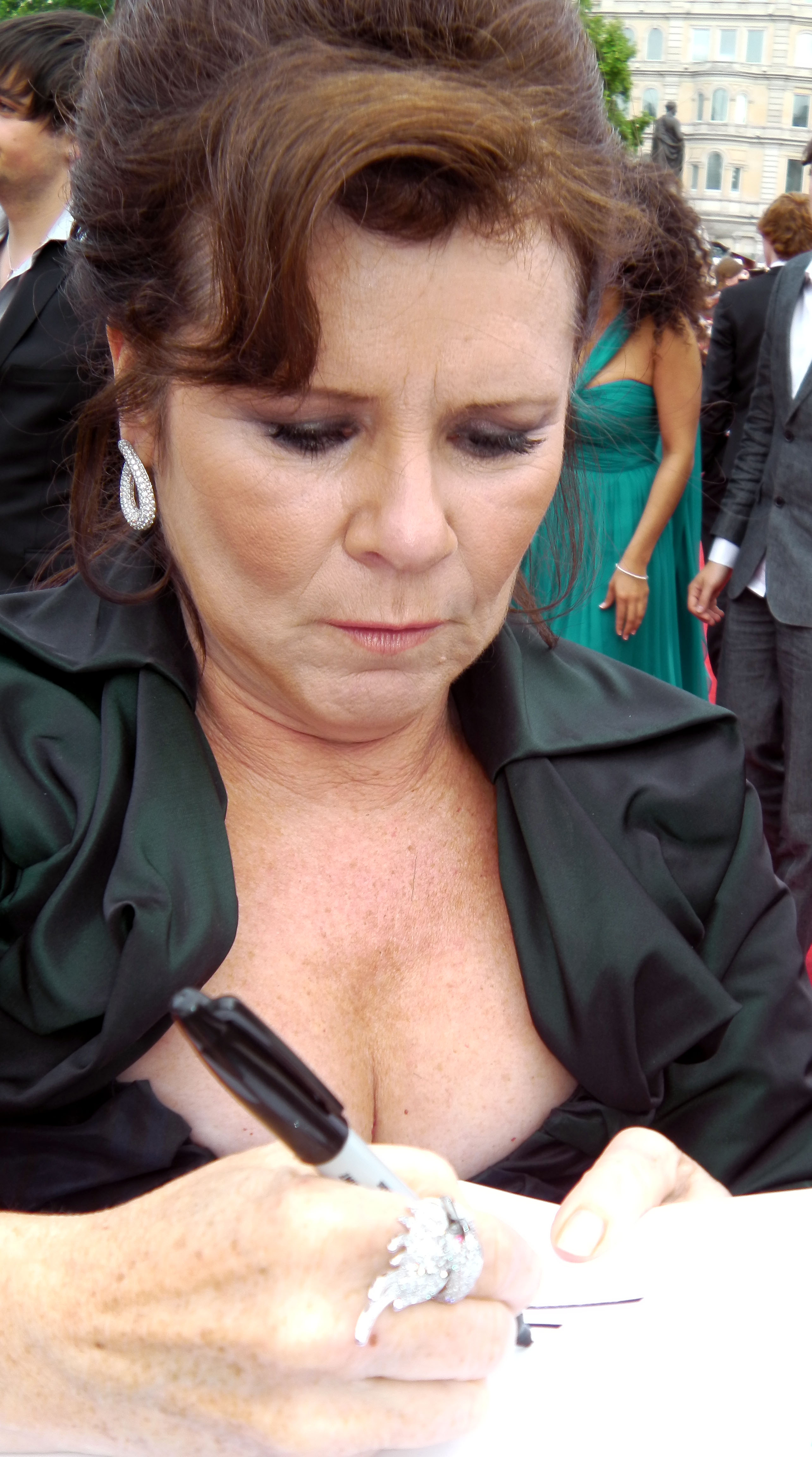
Imelda Staunton vítězka v kategorii nejlepší herečka

## Vítězové

### Nejlepší film
1. Bokovka
2. Million Dollar Baby

### Nejlepší režisér
1. Alexander Payne – Bokovka
2. Martin Scorsese – Letec

### Nejlepší scénář
1. Alexander Payne a Jim Taylor – Bokovka
2. Charlie Kaufman – Věčný svit neposkvrněné mysli

### Nejlepší herec v hlavní roli
1. Liam Neeson – Kinsey
2. Paul Giamatti – Bokovka

### Nejlepší herečka v hlavní roli
1. Imelda Staunton – Vera Drake – Žena dvou tváří
2. Julie Delpy – Před soumrakem

### Nejlepší herec ve vedlejší roli
1. Bill Nighty – AKA, Hrad bude můj, Neposlušné srdce a Láska nebeská
2. Benicio del Toro – 21 gramů

### Nejlepší herečka ve vedlejší roli
1. Shohreh Aghdashloo – Dům z písku a mlhy

1. Melissa Leo – 21 gramů

### Nejlepší dokument
1. Born Into Brothels: Calcutta's Red Light Kids
2. Fahrenheit 9/11

### Nejlepší cizojazyčný film
1. Klan létajících dýk
2. Motocyklové deníky

### Nejlepší animovaný film
1. Úžasňákovi

### Nejlepší kamera
1. Dion Beebe a Paul Cameron – Collateral
2. Xiaoding Zhao – Klan létajících dýk

### Nejlepší výprava
1. Letec

1. Klan létajících dýk

### Nejlepší skladatel
1. Michael Giacchino – Úžasňákovi
2. Alexandre Desplat – Zrození

### Ocenění Douglase Edwardse - Nejlepší nezávislý nebo experimentální film
1. Star Spangled to Death – Ken Jacobs

### Ocenění pro novou generaci
- Joshua Marston a Catalina Sandino Moreno – Maria milostiplná
- Brian Jamieson, Richard Schickel – Velká červená jednička - za opravu

### Kariérní ocenění
- Jerry Lewis